# Certeza
Certeza (Portugiesisch für „Gewissheit“) war eine Literaturzeitschrift in den Kap Verden. Die Zeitschrift wurde 1944 in Praia gegründet. Auch wenn die Zeitschrift weniger verbreitet war als die Vorgänger-Zeitschrift Claridade (1936), bildete sie dennoch einen Meilenstein in der kapverdischen Literatur.
Ihr Direktor war Eduino Brito Silva, ihr Chefredakteur Joaquim Ribeiro. Die erste Ausgabe erschien im März 1944. Der bedeutendste Beitrag darin war der Artikel Acêrca da Mulher („Über Frauen“), eine Reflexion über den Status von Frauen von Orlanda Amarílis. Die zweite Ausgabe erschien im Juni 1944. Dann wurde die Zeitschrift bereits wieder vom Zensor verboten, die dritte Ausgabe erschien dann im Januar 1945. Darin erschien der Text von Henrique Teixeira de Sousa „Homens de hoje“ („Männer heute“). Ein weiterer Mitarbeiter war Manuel Ferreira.